# Matheus França de Oliveira
Matheus França de Oliveira (Río de Janeiro, 1 de abril de 2004) es un futbolista brasileño que juega como centrocampista en el Crystal Palace F. C. de la Premier League de Inglaterra.

## Trayectoria

### Inicios en Flamengo
Nacido en Brasil, Matheus França inició su carrera en las divisiones inferiores del C. R. Flamengo, donde fue promocionando hasta llegar a su equipo sub-20. centrocampista de fuerte tren inferior y largo recorrido le permiten alternar posición entre los diversos puestos del centro del campo, bien como un box-to-box, de interior, o en posiciones más adelantadas de extremo. Posee una gran llegada al área lo que le permite ser un destacado goleador pese a ser centrocampista.
En 2021 alternó las categorías sub-17 y sub-20 del club carioca y se proclamó campeón del Brasileirão sub-17 tras vencer en la final al C. R. Vasco da Gama por un 5-4 global. En sus participaciones con el equipo sub-20 logró ser campeón de la Taça Guanabara, sin embargo no logró vencer en el estadual Campeonato Carioca, donde fue subcampeón al perder frente al eterno rival Fluminense F. C. por un 4-2 global.
Finalista de la Copa de Brasil (sub-17) tras eliminar por un 12-6 global de semifinales a la S. E. Palmeiras, se enfrentó al São Paulo. Con los sub-20 alcanzó las semifinales del semifinales del Brasileirão, curiosamente a enfrentar también al conjunto paulista, El primer envite del 1 de noviembre finalizó con derrota por 1-0, y tras el empate a uno en el encuentro de vuelta, fueron eliminados. Apenas unos días después devolvieron la derrota a los paulistas, esta vez en sub-17, en la final de la Copa Brasil, sumando el segundo título para el club en dicha categoría.

### Crystal Palace F. C.
Flamengo anunció que ha negociado con Matheus França, quien vestirá la camiseta del Crystal Palace de Inglaterra. Los valores del negocio son de alrededor de 20 millones de euros (alrededor de R$ 104 millones). Además, Flamengo recibirá otros 5 millones de euros en bonos si el atleta alcanza ciertos objetivos.

## Estadísticas

### Clubes

#### Inferiores
Actualizado al último partido disputado el 15 de noviembre de 2021.
| Club                    | Div.             | Temporada        | Liga  | Liga  | Liga   | Regional | Regional | Regional | Copas nacionales | Copas nacionales | Copas nacionales | Copas internacionales | Copas internacionales | Copas internacionales | Total | Total | Total  | Media goleadora |
| Club                    | Div.             | Temporada        | Part. | Goles | Asist. | Part.    | Goles    | Asist.   | Part.            | Goles            | Asist.           | Part.                 | Goles                 | Asist.                | Part. | Goles | Asist. | Media goleadora |
| ----------------------- | ---------------- | ---------------- | ----- | ----- | ------ | -------- | -------- | -------- | ---------------- | ---------------- | ---------------- | --------------------- | --------------------- | --------------------- | ----- | ----- | ------ | --------------- |
| C. R. Flamengo · Brasil | Sub-15           | 2019             | –     | –     | –      | 8        | 7        | –        | –                | –                | –                | –                     | –                     | -                     | 5     | 5     | 0      | 1               |
| C. R. Flamengo · Brasil | Sub-17           | 2020             | 5     | 3     | –      | –        | –        | –        | 1                | –                | –                | –                     | –                     | –                     | 6     | 3     | 0      | 0.50            |
| C. R. Flamengo · Brasil | Sub-20           | 2020             | 5     | 1     | –      | –        | –        | –        | 2                | –                | –                | –                     | –                     | –                     | 7     | 1     | 0      | 0.14            |
| C. R. Flamengo · Brasil | Sub-17           | 2021             | 13    | 5     | –      | –        | –        | –        | 5                | 8                | –                | –                     | –                     | –                     | 18    | 13    | 0      | 0.72            |
| C. R. Flamengo · Brasil | Sub-20           | 2021             | 9     | 5     | 3      | 4        | 1        | –        | –                | –                | –                | –                     | –                     | –                     | 13    | 6     | 3      | 0.46            |
| C. R. Flamengo · Brasil | Total club       | Total club       | 32    | 1     | 3      | 9        | 6        | 0        | 8                | 8                | 0                | 0                     | 0                     | 0                     | 49    | 28    | 3      | 0.57            |
| Total inferiores        | Total inferiores | Total inferiores | 32    | 14    | 3      | 9        | 6        | 0        | 8                | 8                | 0                | 0                     | 0                     | 0                     | 49    | 28    | 3      | 0.57            |
| 1. 2. 3. 4.             |                  |                  |       |       |        |          |          |          |                  |                  |                  |                       |                       |                       |       |       |        |                 |

#### Profesional
Actualizado al último partido disputado el 2 de marzo de 2024.
| Club                            | Div.          | Temporada     | Liga  | Liga  | Liga   | Regional | Regional | Regional | Copas nacionales | Copas nacionales | Copas nacionales | Copas internacionales | Copas internacionales | Copas internacionales | Total | Total | Total  | Media goleadora |
| Club                            | Div.          | Temporada     | Part. | Goles | Asist. | Part.    | Goles    | Asist.   | Part.            | Goles            | Asist.           | Part.                 | Goles                 | Asist.                | Part. | Goles | Asist. | Media goleadora |
| ------------------------------- | ------------- | ------------- | ----- | ----- | ------ | -------- | -------- | -------- | ---------------- | ---------------- | ---------------- | --------------------- | --------------------- | --------------------- | ----- | ----- | ------ | --------------- |
| C. R. Flamengo · Brasil         | 1.ª           | 2021          | 2     | 0     | 0      | 0        | 0        | 0        | 0                | 0                | 0                | 0                     | 0                     | 0                     | 2     | 0     | 0      | 0               |
| C. R. Flamengo · Brasil         | 1.ª           | 2022          | 17    | 4     | 0      | 3        | 1        | 0        | 1                | 0                | 0                | 2                     | 1                     | 0                     | 23    | 6     | 0      | 0.26            |
| C. R. Flamengo · Brasil         | 1.ª           | 2023          | 9     | 1     | 0      | 13       | 1        | 0        | 3                | 0                | 0                | 4                     | 1                     | 0                     | 29    | 3     | 0      | 0.1             |
| C. R. Flamengo · Brasil         | Total club    | Total club    | 28    | 5     | 0      | 16       | 2        | 0        | 4                | 0                | 0                | 6                     | 2                     | 0                     | 54    | 9     | 0      | 0.17            |
| Crystal Palace F. C. Inglaterra | 1.ª           | 2023-24       | 10    | 0     | 1      | 0        | 0        | 0        | 2                | 0                | 0                | 0                     | 0                     | 0                     | 12    | 0     | 1      | 0               |
| Crystal Palace F. C. Inglaterra | Total club    | Total club    | 10    | 0     | 1      | 0        | 0        | 0        | 2                | 0                | 0                | 0                     | 0                     | 0                     | 12    | 0     | 1      | 0               |
| Total carrera                   | Total carrera | Total carrera | 38    | 5     | 0      | 16       | 2        | 0        | 6                | 0                | 0                | 6                     | 2                     | 0                     | 66    | 9     | 1      | 0.14            |
| 1.                              |               |               |       |       |        |          |          |          |                  |                  |                  |                       |                       |                       |       |       |        |                 |

### Selecciones
Actualizado al último partido disputado el 20 de noviembre de 2022.
| Selección       | Año             | Amistosos | Amistosos | Amistosos | Eliminatorias | Eliminatorias | Eliminatorias | Continental | Continental | Continental | Mundial | Mundial | Mundial | Total | Total | Total  | Media goleadora |
| Selección       | Año             | Part.     | Goles     | Asist.    | Part.         | Goles         | Asist.        | Part.       | Goles       | Asist.      | Part.   | Goles   | Asist.  | Part. | Goles | Asist. | Media goleadora |
| --------------- | --------------- | --------- | --------- | --------- | ------------- | ------------- | ------------- | ----------- | ----------- | ----------- | ------- | ------- | ------- | ----- | ----- | ------ | --------------- |
| Sub-16 · Brasil | 2019            | 5         | —         | 1         | —             | —             | —             | —           | —           | –           | —       | —       | –       | 5     | 0     | 1      | 0               |
| Sub-16 · Brasil | Total selección | 5         | 0         | 1         | 0             | 0             | 0             | 0           | 0           | 0           | 0       | 0       | 0       | 5     | 0     | 1      | 0               |
| Sub-20 · Brasil | 2022            | 2         | —         | 0         | —             | —             | —             | —           | —           | –           | —       | —       | –       | 2     | 0     | 0      | 0               |
| Sub-20 · Brasil | Total selección | 2         | 0         | 0         | 0             | 0             | 0             | 0           | 0           | 0           | 0       | 0       | 0       | 2     | 0     | 0      | 0               |
| Total carrera   | Total carrera   | 7         | 0         | 1         | 0             | 0             | 0             | 0           | 0           | 0           | 0       | 0       | 0       | 7     | 0     | 1      | 0               |
| 1.              |                 |           |           |           |               |               |               |             |             |             |         |         |         |       |       |        |                 |

## Palmarés

### Títulos nacionales
| Título | Club                 | Año        | Año  |
| ------ | -------------------- | ---------- | ---- |
| FA Cup | Crystal Palace F. C. | Inglaterra | 2025 |